# Eberl Gotthárd
Eberl Gotthárd, eredetileg Anton Eberl (Szentgotthárd, 1726. április 3. – Gyanafalva, 1775. augusztus 12.) ciszterci szerzetes, pap.

## Élete
Johann Eberl és Maria Clocz gyermekeként született, 1726. április 4-én keresztelték. Az osztrák heiligenkreuzi ciszterci kolostorba lépett, 1747. szeptember 21-én szerzetesi fogadalmat tett, 1750. szeptember 21-én celebrálta első miséjét és szentelték pappá. 1756-ban tornyot és kriptát is építtetett a Boldogságos Szűz, Szent Flórián és Szent Sebestyén vértanúk tiszteletére épült kápolnához. Házfőnök és adminisztrátor volt Szentgotthárdon és Gyanafalván, itt is hunyt el 1775-ben. Szentgotthárdon helyezték örök nyugalomra.
A Die Zeichen der Beehrung vermög denen Zeichen der geübten Tapferkeit, oder ein Lob- und Ehren-Rede des… Graf ďAyasasaischen Cuirassier-Regiments, bei der zu Rechnitz den 26. May 1767. von… Grafen Joseph von Battyan solemniter gehaltenen und denen neuen Estandarten ertheilten Weyhung címmel Sopronban nyomtatásban is megjelent méltató beszéd írója.